# Casa Portell
La Casa Portell és una obra de Ripoll (Ripollès) protegida com a Bé Cultural d'Interès Local.

## Descripció
Edifici exempt format per baixos i dues plantes. La porta d'entrada a la casa té els brancals i la llinda de pedra picada; a la dovella central hi ha les lletres AP (Antoni Portell) i la data 1881. Hi ha dues obertures per planta a la façana principal. A la façana que dona al carrer Escorxador hi ha tres obertures tapiades de punt rodó a l'altura de la primera planta. Els baixos presenten les sis arcades del que havia estat el gremi de carnissers; són de punt rodó i construïdes amb maons. Estan estretament vinculades amb la finalitat que havia tingut l'edifici com a corral del bestiar que seria sacrificat a l'escorxador municipal.

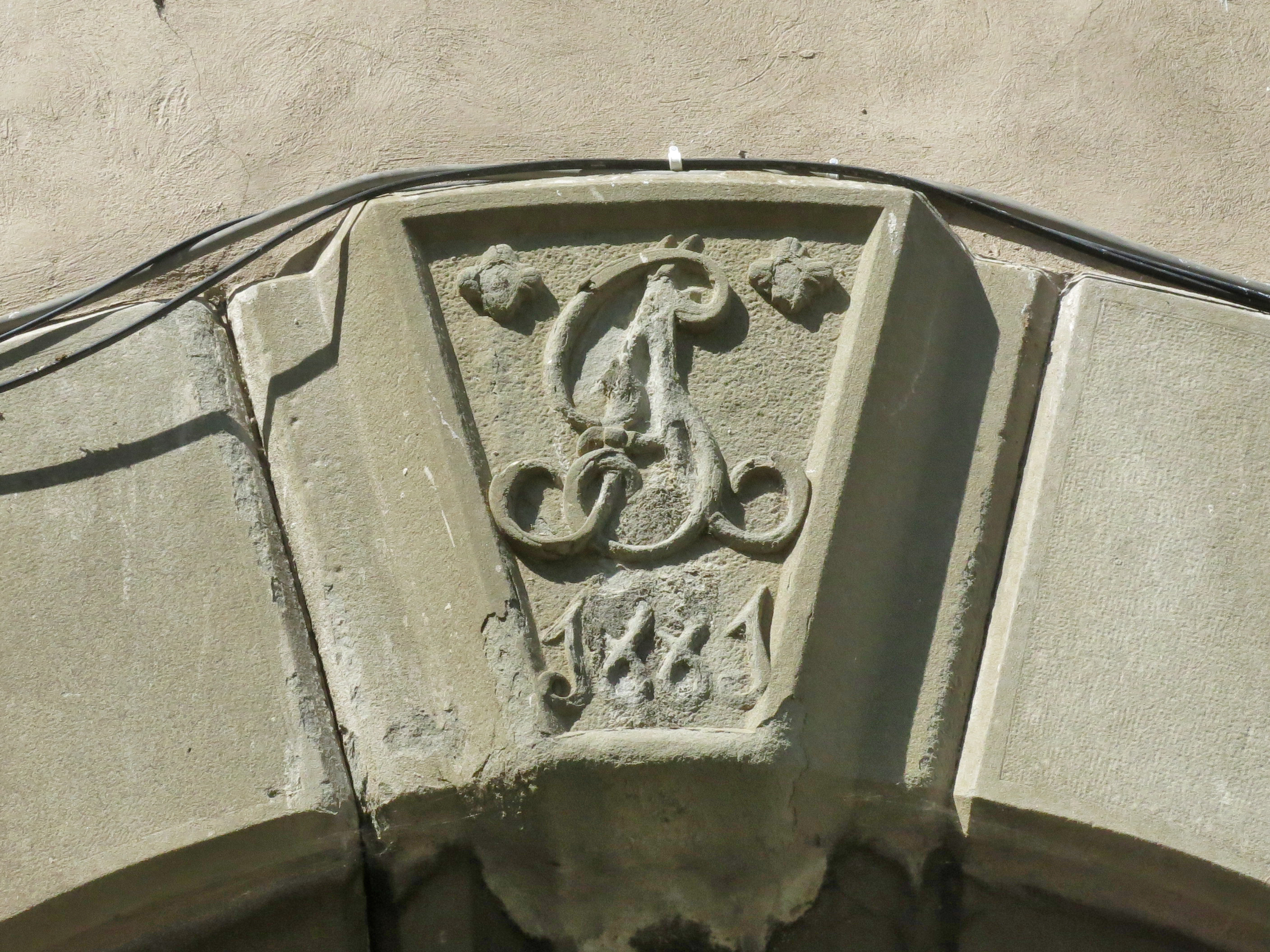
Dovella datada

Per la banda del carrer Mestre Guich hi ha un jardí, i un cos afegit d'època posterior; a la primera i la segona planta tot són balcons. De les façanes cal destacar el treball de les baranes dels balcons i les reixes de les finestres. La teulada és a quatre vessants, i a sota hi ha una motllura amb línies rectes.
De l'interior de l'immoble destaca l'amplitud, amb un vestíbul repartidor per accedir als pisos superiors i a l'habitatge que queda sota el nivell de carrer. Les baranes són de ferro de fosa, els esglaons de marbre i les obertures de punt rodó. Destaca l'ornamentació vegetal del sostre i la presència de volta catalana.